# Flöjten från Divje Babe

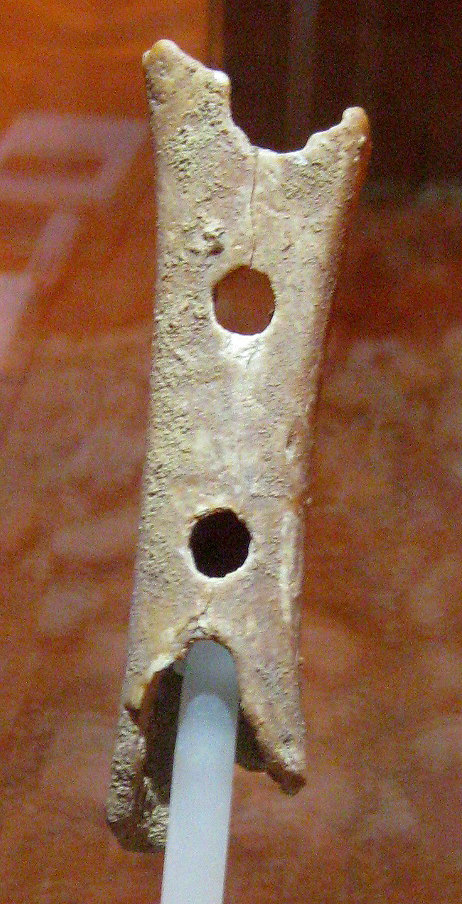
Fyndet i Divje Babe

Flöjten från Divje Babe är ett omdiskuterat föremål som upptäcktes 1995 i grottan Divje Babe nära Idrija i Slovenien. Den slovenske paleontologen Ivan Turk fann då ett lårben från en ung grottbjörn som var ungefär 43 000 år gammalt. Det speciella med lårbenet är att det ser ut som en flöjt. Om fyndet är en flöjt är det det äldsta musikinstrument som hittills har hittats. Det skulle i så fall tyda på att Neanderthalmänniskans kulturella nivå var högre än man tidigare trott.
Majoriteten av dagens experter betraktar emellertid föremålet som naturliga benrester som har genomborrats av exempelvis en hyenas tänder.
Föremålet är trasigt i båda ändar, men har två intakta cirkulära hål, och i varje ände resterna av hål, som tyder på att det har haft fyra hål eller fler innan det skadades. Benfragmentet är 113,6 mm långt. Hålens diameter är 9,7 respektive 9,0 mm och avståndet mellan målens mitt är 35 mm.

## Historia
Fyndet var sensationellt – men blev också omdiskuterat. En tafonomist, Francesco d'Errico, som undersökt fyndet, menar att det är troligare att hålen i flöjten har gjorts av rovdjurständer än av Neanderthalare. Han hävdar att benet har skadats på alla sidor genom att rovdjur tuggat på det. Han har också publicerat bilder på ben med runda bitmärken från rovdjur.
Dr Turk har genomfört försök i laboratorium, där man gjorde hål i färska björnben på samma sätt som rovdjursbett. I samtliga fall splittrades benet, vilket inte har skett med fyndet från Divje Babe. En annan sak som talar emot rovdjursbett är att det inte finns några motsvarande bitmärken på flöjtens andra sida, vilket man kunde ha förväntat sig då det krävts stor kraft för att göra dessa hål. Hålen är också cirkulära, inte ovala som märken efter rovdjurständer ofta är. Dr Turk drar också slutsatsen att de två hålen som är endast delvis bevarade har gjorts innan flöjten skadades av rovdjur.
Dr Turk påpekar att inget av exemplen i d'Erricos studie hade tre eller flera hål i rät linje. Dessutom har tafonomister inte kunnat hitta något känt djur som kunnat bita två eller flera av dessa hål samtidigt. Andra forskare, till exempel arkeologerna April Nowell och Philip Chase, menar att hålen inte bitits samtidigt, varför avståndet mellan rovdjurs tänder inte har någon betydelse.
Förekomsten av benmärg i flöjten har också diskuterats. Enligt Dr. Turk var märgen avlägsnad eftersom färgen på håligheten var samma som på benets yta. Nowell och Chase menar däremot att något djur gnagt i båda ändar för att komma åt märgen, och att hålen då har uppkommit. De menar också att det borde ha funnits märken efter verktyg om det var en flöjt som tillverkats av människor, eftersom sådana märken har funnits på senare fynd.
Musikforskaren Bob Fink skriver i en uppsats 1997 att hålen i benet överensstämmer med fyra toner i den diatoniska skalan (do, re, mi, fa).  Marcel Otte, museidirektör i Belgien, menar att det finns ett möjligt tumhål på motsatt sida av flöjten, och att dessa hål tillsammans passar perfekt för en människohand.
Flöjten (eller den rovdjurstuggade benbiten) finns på Sloveniens Nationalmuseum, och har även visats utanför Slovenien. År 2000 visades den tillsammans med andra arkeologiska fynd från Slovenien på Kungliga Myntkabinettet i Stockholm. Det har också gjorts kopior av flöjten, som man har spelat melodier på i TV. Musiker som biologiprofessorn och flöjtisten Jelle Atema har exempelvis spelat offentligt på en modell av flöjten.

### Fotnoter
1. ↑  Karin Bojs: Neandertalarna hade ingen chans, 29 augusti 2014.